# هوسبی (آلمان)
هوسبی (به آلمانی: Husby) یک شهر در آلمان است که در اشلسویگ-فلنسبورگ واقع شده‌است. هوسبی ۲٬۲۱۳ نفر جمعیت دارد.

## خواهرخوانده
شهر بخش ونسبوری خواهرخواندهٔ هوسبی (آلمان) هست.